# Thomas Leimbach
Thomas Leimbach (* 19. Oktober 1960 in Osnabrück) ist ein deutscher Rechtsanwalt, früherer Verwaltungsbeamter und Politiker der CDU. Von 1992 bis 2002 war er Landrat der Kreise Aschersleben und Aschersleben-Staßfurt. Von 2004 bis 2011 war er Präsident des Landesverwaltungsamts Sachsen-Anhalt, danach bis 2016 Mitglied im Landtag Sachsen-Anhalt. Seitdem ist er als selbstständiger Rechtsanwalt mit Schwerpunkt öffentliches Recht tätig. 

## Ausbildung
Leimbach schloss die Schule 1981 mit dem Abitur ab. Nach dem Wehrdienst studierte er Rechts- und Wirtschaftswissenschaft in Osnabrück und Göttingen. 1989 legte er sein erstes Staatsexamen in Rechtswissenschaft ab. Nach dem Rechtsreferendariat setzte er sein Studium an der Hochschule für Verwaltungswissenschaften in Speyer bis zum zweiten Staatsexamen fort, das er 1992 mit Prädikat abschloss.

## Parteiämter
Im Jahr 1980 trat Leimbach in die Junge Union ein und wurde 1992 Mitglied der CDU. 1996 wurde er in den Landesvorstand der CDU Sachsen-Anhalt gewählt. Von 1998 bis 2012 war er stellvertretender Vorsitzender der CDU Sachsen-Anhalt. Von 1998 bis 2000 gehörte er auch zum Bundesvorstand der CDU.

## Politische Ämter
Von 1992 bis 1994 war Leimbach Landrat im Kreis Aschersleben, anschließend bis 2002 Landrat im Landkreis Aschersleben-Staßfurt. Zwischen 1992 und 2002 gehörte er auch zu den Aufsichtsräten der Verkehrsgesellschaft Südharz und verschiedener Wirtschaftsförderungs- und ABM-Gesellschaften, war Mitglied im Verfassungs- und Europaausschuss des Deutschen Landkreistags sowie im Verwaltungsrat des Arbeitsamts Sangerhausen.
Ab Januar 2003 leitete er im Auftrag der Landesregierung Sachsen-Anhalts den Aufbaustab für das neue Landesverwaltungsamt Sachsen-Anhalt, das die drei Regierungsbezirke von Halle (Saale), Magdeburg und Dessau zusammenführen sollte. Bis zu deren Fusion im Jahr 2004 war er gleichzeitig auch Regierungspräsident des Bezirks Halle und der anderen beiden Bezirke. Danach war er bis April 2011 Präsident des Landesverwaltungsamts. In dieser Zeit gab er die juristische Fachzeitschrift Landes- und Kommunalverwaltung (LKV) mit heraus.
Bei der Landtagswahl in Sachsen-Anhalt 2011 erhielt er als Direktkandidat der CDU im Landtagswahlkreis Hettstedt 31,6 % der Erststimmen und gewann damit das Wahlkreismandat. Von 2011 bis 2016 war er CDU-Abgeordneter im Landtag Sachsen-Anhalt.
Dort vertrat er die CDU im Umweltausschuss und setzte sich mit diesem unter anderem für den Geopark Harz ein. Er war Obmann im 14. Parlamentarischen Untersuchungsausschuss des Landtags zur Affäre um die landeseigene Investitions-Beteiligungsgesellschaft (IBG). Im Januar 2016 stellte er dessen Abschlussbericht mit vor.
Bei einem Neuzuschnitt der Wahlkreise in Sachsen-Anhalt wurde der Wahlkreis Hettstedt unter die Nachbarwahlkreise Eisleben und Aschersleben aufgeteilt. Leimbach verzichtete daher auf eine erneute Landtagskandidatur für 2016, behielt aber seine übrigen politischen Ämter.
Von Juli 2014 bis Juli 2019 war Leimbach Stadtrat der Stadt Aschersleben und Vorsitzender des Stadtrats. Von 2014 bis 2019 war er außerdem Mitglied im Kreistag des Salzlandkreises, seit Dezember 2015 als dessen Vorsitzender.

## Juristische Beratertätigkeiten
Als Jurist beriet Leimbach die CDU-Landtagsfraktion nach dem Untersuchungsausschussgesetz für den Landtag Sachsen-Anhalt (UAG-LSA) in drei zwischen 2016 und 2021 tätigen Parlamentarischen Untersuchungsausschüssen: im 15. Untersuchungsausschuss zu Beraterverträgen, im 16. zur Kommunalwahl Stendal, im 18. zur Lotto-Toto-GmbH Sachsen Anhalt (LTSA).
Ab 2021 beriet er die CDU-Landtagsfraktion Rheinland-Pfalz im Parlamentarischen Untersuchungsausschuss UA 18/1 zur Flutkatastrophe Ahrtal.
Seit 2023 berät er die CDU-Landtagsfraktion Sachsen-Anhalt in der Enquete-Kommission „Das Vertrauen in den öffentlich-rechtlichen Rundfunk durch Transparenz und Reformwillen stärken“.

## Ehrenamtliches und sonstiges Engagement
Leimbach engagierte sich ehrenamtlich unter anderem für den Verein Schloss Hoym e. V. und war von 2003 bis 2007 dessen Vorstandsvorsitzender. Ab 2003 war er Mitglied im Stiftungsrat der Kulturstiftung Dessau-Wörlitz, ferner im Regionalforum Halle und im Regionalforum Mitteldeutschland. Er gehörte zum Kuratorium der Grafikstiftung Neo Rauch, seit 2013 auch zu deren Vorstand. Seit 2011 ist er Präsident des Landesgolfverbandes Sachsen-Anhalt e. V. und seit 2015 Vizepräsident des Deutschen Golf Verbandes.
Er ist geschieden und Vater dreier Kinder.